# Українська книжка року 2014
«Українська книжка року» 2014 року — щорічна премія Президента України, що присуджена з метою відзначення авторів, видавництв та видавничих організацій, які зробили значний внесок у популяризацію української книжки та розвиток вітчизняної видавничої справи у 2014 році.
Комітет зі щорічної премії Президента України «Українська книжка року» допустив до конкурсу 2014 року 106 видань, яким пропонується присудити премію. Найбільше — 40 у номінації «За сприяння у вихованні підростаючого покоління», а також — по 33 художні твори класичної та сучасної української прози, поезії, українських перекладів художньої літератури в решти двох номінаціях.

## Пропозиції до присудження премії
12 лютого 2015 року Комітет з присудження щорічної премії Президента України «Українська книжка року» шляхом таємного голосування визначив видання, подані для участі у конкурсі, яким пропонується присудити премію за 2014 рік:
- «Щоденникові записи, 1939—1956» Олександра Довженка ("Видавництво «Фоліо», м. Харків, 2013 року) — у номінації «За видатні досягнення у галузі художньої літератури».

- «Шевченкова посвята» автора Василя Пилип'юка (видавництво «Світло і тінь», м. Львів, 2013 року) — у номінації «За вагомий внесок у розвиток українознавства».

- «Кіровоградщина. Історія рідного краю» за редакцією Ірини Козир (видавництво ТОВ «Імекс-ЛТД», м. Кіровоград, 2012 року) — у номінації «За сприяння у вихованні підростаючого покоління»[1].

Головою Комітету був письменник Іван Федорович Драч. Серед членів комітету: громадський діяч у сфері книговидання Олександр Афонін, голова Книжкової палати України Микола Сенченко, український письменник, головний редактор журналу «Київ» Віктор Баранов та інші.

## Лауреати премії
24 червня 2015 року Президент України Петро Порошенко підписав Указ "Про присудження щорічної премії Президента України «Українська книжка року», яким відзначив авторів, видавництва та видавничі організації за значний внесок у популяризацію української книжки та розвиток вітчизняної видавничої справи:
- У номінації «За видатні досягнення у галузі художньої літератури» присуджено трилогії Левка Йосиповича Різника «Самотність пророка, або Добрий Ангел Івана Франка: Роман-есей», «Поет і владика: Роман-есей», «Доктор і Професор, або На шляху поступу: Роман-есей» та державному підприємству «Всеукраїнське спеціалізоване видавництво «Світ».

- У номінації "За вагомий внесок у розвиток українознавства нагороджено автора видання «Вулицями старого Києва» Ользі Миколаївні Друг та державному підприємству «Всеукраїнське спеціалізоване видавництво «Світ», яке видало книгу.

- У номінації «За сприяння у вихованні підростаючого покоління» звання лауреата премії отримали автор Андрій Олександрович Топачевський та Національне видавництво дитячої літератури «Веселка» за книжкове видання «3 Божого саду. Рослини і тварини у Святому письмі»[2].

## Номінації

### За видатні досягнення у галузі художньої літератури
1. «Вибрані вірші». С.В Дзюба, Т.А Дзюба, видавництво «Букрек»;
2. «Несподівані зустрічі продовж життя». С. В. Дзюба, видавництво «Букрек»;
3. «Розмова чоловіка і жінки». С.В Дзюба, Т.А Дзюба, видавництво «Букрек»;
4. «Смарагдовий берег». Ак Вельсапар, видавництво «Букрек»;
5. "Сектор обстрілу-«Аісти». І. О. Моісєєнко, видавництво «Криниця»;
6. «Гроші, Куба і література». О. С. Галетка, книжковий клуб «Клуб сімейного дозвілля»;
7. «Ішла й озирнулася душа…». С. В. Конак, видавництво «Астропринт»;
8. «Адамцьо». О.Кузів, видавництво «Дискурсус»;
9. «Учорашні краплі дощу». В. В. Павленко, видавництво «Друкарський дім»;
10. «Знакове світло Майдану». Н. С. Дичка, видавництво «Смолоскип»;
11. «Мудрації». М. К. Возіянов, видавництво «Майдан»;
12. «Катрени оголошених картин». О. М. Гончаренко, видавництво «Фенікс»;
13. «Філософія літератури». В. О. Матеуш, видавець «Цюпак»;
14. «Прорости крізь каміння». Т. В. Грицан, видавець «Пугач»;
15. "МАР «Поема вольного народа». В. А. Моргун, видавництво "Видавничо-поліграфічне підприємство «Промінь»;
16. «Борітеся-поборете! Поетика революції». Укладач О. М. Уліщенко Видавництво ТОВ «Віват»
17. «Історія України очима письменників». Упорядник О. В. Красовицький, видавництво «Фоліо»;
18. «Ім'я рози». Умберто Еко, видавництво «Фоліо»;
19. «Людвисар. Ігри Вельмож». Б. В. Коломійчук, видавництво «Фоліо»;
20. «Танго хуртовини». Н. Гаврилюк, видавництво «Фенікс»;
21. «Еверест любові». Н. Гаврилюк, видавництво «Фенікс»;
22. «Вільям Шекспір. Сонети». Переклад В. К. Лящук, видавництво «Волинські обереги»;
23. «Мамина вервиця». Ю. С. Синевір, видавництво «Плай»;
24. «Шевченко Т. Г. Три Літа». Упорядкування, примітки С. А. Кальченко, ДП «Спеціалізоване видавництво „Либідь“;
25. Самотність пророка або Добрий Ангел Івана Франка», «Поет і владика», «Доктор і професор, або на шляху поступу» роман-трилогія. Л. Й. Різник, ДП "Всеукраїнське спеціалізоване видавництво «Світ»;
26. «Біблія розуму, або як стати щасливим…». М. Г. Павленко, видавництво «Дивосвіт»;
27. «Хрещеники Сталіна». В. І. Фольварочний, видавництво «Джура»;
28. «Шумахери стовпів не лічать». В. О. Даник, видавництво «Інтроліга ТОР»;
29. «Подолянка». Г. С. Довбиус, видавництво «Задруга»;
30. «Орфей Собору Нації». В. В. Нагірняк, видавництво «Друк Арт»;
31. «Шалені шахи». Т. І. Литовченко, О. О. Литовченко, видавництво «Фоліо»;
32. «Четвертований храм». О. Р. Гижа, ТОВ видавництво «Борозна»;
33. «Політ співочого каміння». Д. М. Кошеля, ДП "Всеукраїнське державне багато профільне видавництво «Карпати»;

### За вагомий внесок у розвиток українознавства
1. «Сакральна спадщина Дубенщини». Головний редактор Л. Кічатий, видавництво «Державний історико-культурний заповідник міста Дубно»;
2. «Різдвяна містерія». Данило Поштарук, видавництво ПрАТ «Волинська обласна друкарня»;
3. «Перлини України». О. М. Бєліков, книжковий клуб «Клуб сімейного дозвілля»;
4. «Вечный Киев: Жизнь большого города». Автор-составитель В. В. Ковалинский, видавництво «Балтія-Друк» (рос.);
5. «Проза Мистецького Українського Руху». Упорядник С. Ю. Шліпченко, видавництво «Книга»;
6. «Мистецтво рівноваги: Максим Рильський на тлі епохи». В. П. Агеєва, видавництво «Книга»;
7. «Вулицями старого Києва». О. М. Друг, видавництво "Всеукраїнське спеціалізоване видавництво «Світ»;
8. «Проект „Україна“. 30 червня 1941 р., акція Ярослава Стецька». Данило Борисович Яневський, видавництво «Фоліо»;
9. «Тисяча років української печатки». Голова редколегії Валерій Андрійович Смолій, видавництво «Інститут історії України»;
10. «Історія і люди. Любашівка». О. М. Куліков, І. А. Кулікова, Є. О. Кулікова, видавництво «Кетс»;
11. «Графічна Шевченкіана Софії Караффи-Корбут». Богдан Миколайович Горинь, видавництво «Пульсари»;
12. «Звичаї нашого народу». Олекса Іванович Воропай, видавництво «Пульсари»;
13. «Пісні українського весілля», т.1. М. І. Пилипчик, видавництво «Hi-Tech Press»;
14. «Підривна література» (збірка з 15 брошур), за загальною редакцією Лариси Івшиної, видавництво «Українська прес-група»;
15. «Бронебійна публіцистика» (збірка з 15 брошур), за загальною редакцією Лариси Івшиної, видавництво «Українська прес-група»;
16. «Мистецтво України та діаспори: дереворізьба сакральна й ужиткова». Б. М. Тимків, видавництво «Нова Зоря»;
17. «Українці: етнос і мова». В. Г. Таранець, видавництво «Одеський регіональний інститут державного управління НАДУ при Президентові України»;
18. «І я знов живий світ оглядую…» до 180-річчя від дня народження С. В. Руданського; Р. І. Павленко, Ю. Г. Віденський, О. М. Кірішева, О. А. Юрчишина, видавець ФОП «Коляда»;
19. «Історія України: науково-допоміжний бібліографічний покажчик за 2010, 2011, 2012 роки», упорядники: Т. Приліпко, Д. Стегній, видавничий дім «Вінниченко»;
20. «Неопалима купина-наша славна Городня». П. Д. Шаповал, видавець «В. М. Лозовий»;
21. «Визначні пам'ятки Вінниччини», авторський колектив, видавництво "Торговий дім «Едельвейс і К»;
22. «Вінниччина». В. С. Гораш, видавництво «Консоль»;
23. «Вінниччина — серце України». Автор та упорядник В. Є. Козюк, видавництво «Консоль»;
24. «Вінницький край у світлинах». Автор та упорядник Л. М. Дідур, видавництво "Торговий дім «Едельвейс і К»;
25. «Шедеври Вінниччини». Н. В. Безбах, видавництво „Торговий дім «Едельвейс і К»“;
26. «Краса України Поділля» серія художніх альбомів 3 шт., автор та упорядник Л. Н. Гринюк, видавництва: «Консоль», "Торговий дім «Едельвейс і К», «Медобори-2006»;
27. «Квітка на комині. Настінні розписи Уманщини першої половини ХХ століття. Історія, семантика, образи». О. С. Найден, І. О. Ходак, видавництво "Видавничий дім «Стилос»;
28. «Тарас Шевченко на Майдані». В. В. Бугрим, видавництво «Миргород»;
29. «Лютєнька: від землі до космосу». І. Ф. Чайка, видавництво «Гадяч»;
30. «Наукові основи українознавства». Л. К. Токар, видавець «Л. К. Токар»;
31. «Біблія. Книги Святого Письма Старого і Нового Заповітів», переклад українською О. Р. Гижа, ТОВ видавництво «Київська нотна фабрика»;
32. «Закарпатські угорці і німці: інтернування та депортацій ні процеси. 1944—1955 рр.». Упорядник О. М. Корсун, ДП "Всеукраїнське державне багатопрофільне видавництво «Карпати»;
33. «Народні балади Закарпаття». Упорядник І. Сенько, ДП „Всеукраїнське державне багатопрофільне видавництво «Карпати»“.

### За сприяння у вихованні підростаючого покоління
1. «Закон радості». Л. Шутько, видавництво «Домінант»;
2. «Кобзареве слово невмируще». Т. С. Лісненко, видавництво «Миргород»;
3. «Вірність». Г. П. Христан, видавництво «Тіповіт»;
4. «Бойове мистецтво гуцулів». Є. М. Луців, видавництво «Мандрівець»;
5. «Психологічна допомога в кризових та екстремальних ситуаціях». Н. В. Шевченко, видавництво «Запорізький національний університет»;
6. «Україна від А до Я». Н. О. Данилюк, видавництво «Східноєвропейський національний університет імені Лесі Українки»;
7. «Абетка України». Н. С. Дичка, видавництво «Смолоскип»;
8. «Вибрані педагогічні твори» у 3-х томах. Л. В. Калуська, видавництво «Симфонія форте»;
9. «Соняшник» навчально-методичний посібник. Л. В. Калуська, видавництво «Мандрівець»;
10. «Соняшник» комплексна программа. Л. В. Калуська, видавництво «Мандрівець»;
11. «Чорнобильські поневіряння Бучі». В. Б. Васильчик, видавництво «Навчальна книга — Богдан»;
12. «Справжня історія середніх віків». О. Р. Мустафін, видавництво «Фоліо»;
13. «Перші кроки до щастя». М. В. Гюнер, видавництво «Старбук»;
14. Фотоальманах «Жива історія», за загальною редакцією Л. Івшина, видавництво «Українська прес-група»;
15. «Сила м'якого знака, або Повернення Руської правди» за загальною редакцією Л. Івшина, видавництво «Українська прес-група»;
16. «Розробка геолого-структурно-термо-атмогеохімічної технології прогнозування пошуків корисних копалин та оцінки геоекологічного стану довкілля». І. Д. Багрій, видавництво «Логос»;
17. «Мальована історія Незалежності України». В. Капранов, Д. Капранов, видавництво «Зелений пес»;
18. «Листи з осіннього саду». А. Л. Качан, видавництва: Національне видавництво дитячої літератури «Веселка», «Навчальна книга — Богдан»;
19. «Філософія освіти». С. Г. Карпенчук, видавництво «Слово»;
20. «Війна і футбол об'єднали Україну». І. А. Сало, ДП "Всеукраїнське державне багатопрофільне видавництво «Каменяр»;
21. «Ластівка лазурного намиву». Т. І. Блакитна, видавництво «Варт»;
22. «Вірні клятві». М. О. Скловський, видавництво «Інтроліга ТОР»;
23. «Онкологія-ХХІ. Книга про смуток і надію». В. П. Войтенко, видавництво «Фенікс»;
24. «Алгебра і гармонія в поезії Т. Г. Шевченка». В. П. Войтенко, видавництво «Фенікс»;
25. «А українською кажуть так…». В. І. Островський, Г. Ф. Островська, видавництво ТОВ «Терно-граф»;
26. «Соціально-політична енциклопедія». М. П. Іщенко, О. М. Іщенко, видавництво «Інтроліга ТОР»;
27. «Небесна сотня» антологія майданівських віршів, упорядник Л. Воронюк, видавництво «Букрек»;
28. «Історичний словник». Л. Б. Куликова, видавництва: «ВНЗ Херсонський державний морський інститут», «Довіра»;
29. «Морський літопис (1834—2011)». В. Ф. Ходаковський, видавництво «ВНЗ Херсонський державний морський інститут»;
30. «Діти війни. Життя і долі». Упорядник В. А. Петрів, видавництво «Сполом»;
31. «Тарас Григорович Шевченко: бібліографія видань творів 1840—2014», керівник авторського колективу В. Ю. Омельчук, видавництво «Науково-видавничий центр НБУВ»;
32. «Українське Козацтво і Велике князівство Литовське», координатор проекту Альфредас Бумблаускас, видавництво «Балтія-Друк»;
33. «Веселі історії». В. Ю. Кириченко, видавництво «Майстер-клас»;
34. «Різдво. Книга, в якій сховалася душа». В. Ю. Кириченко, видавництво «Майстер-клас»;
35. «Жила собі одна планета». Н. Семенкова, видавництво «Майстер-клас»;
36. «Книга, яку треба прочитати до дня Святого Миколая». В. Кириченко, Л. Колос, видавництво «Майстер-клас»;
37. «Скарби для маленьких діточок», видавництво «Майстер-клас»;
38. «Хочу, хочу подарунків». О. Симоненко, видавництво «Майстер-клас»;
39. «Літопис європейського та українського футболу». І. Н. Федоренко, М. В. Шиптур ДП "Всеукраїнське державне багатопрофільне видавництво «Карпати»;
40. «З Божого саду. Рослини і тварини у Святому Письмі». А. О. Топачевський, Національне видавництво дитячої літератури «Веселка»[3].

## Джерело
- Премія Президента України «Українська книжка року» [Архівовано 28 січня 2017 у Wayback Machine.]